# 밥 샙
밥 샙(Bob Sapp)은 본명이 로버트 말콤 샙 주니어(Robert Malcolm Sapp Jr, 1973년 9월 22일 ~)는 미국의 미식축구 선수, 킥복서, 종합격투기 선수, 프로레슬러이다. 워싱턴 대학교에서 약학과 사회학을 전공했다. 프로레슬링 피니쉬가 있다. 비스트 밤(펄링 파워밤), 비스트 슬램(스피닝 롤링 파이어맨즈 캐리 슬램), 비스트 백브레이커(아르젠틴 백브레이커 랙), 비스트 백드롭(브릿지 벨리 투 백 수플렉스), 휴먼 불럿 헤드벗(다이빙 헤드벗 드롭), 머슬 버스터로 사용을 한다.
그의 별명은 야수(The Beast)이다. 체격과 인상 때문이다. 그의 소속팀은 팀 비스트이다. K-1의 테크니션인 어네스트 후스트와의 대결에서 2번 다 승리하고 난 이후 일본에서 유명세를 타게 되었다. 2005년에는 일본 토너먼트에서 나카오 요시히로, 호리 히라쿠, 토미히라 타츠후미를 꺾으면서 2005 개막전 상대인 아시아GP 챔피언 최홍만과 초반 쉴 틈없이 난타전을 벌였지만 3R 초반에 다운을 내주면서 판정패했다. 2007년도에는 암스테르담 대회 슈퍼파이트로 피터 아츠와 붙었는데 1라운드에 니킥을 맞고 KO패했다. 2008년 종합격투기에서는 얀 노르키아에게 1라운드 KO패했다. 그 이후로도 불성실한 태도로 경기에 임해 무려 12연패를 거듭하다 2016년 7월 2일에는 로드 FC에서 중국선수인 아오르꺼러와 무제한급 체급에서 경기를 하였으나 결국 또다시 1라운드 만에 TKO패를 당하여 종합격투기 역사상 유례를 찾아보기 힘든 13연패를 당하였다. 물론 그가 12연패 이후 오랫동안 경기를 하지 않고있다가 오랜만에 경기를 하여서 패배했다고 볼 수도 있겠지만, 둘 다 워낙에나 엉망인 경기력을 보여주어서 각본설이 돌기도 하였던 최악의 경기였다.

## 격투기 전적 정보

### 종합격투기 전적
- 32전 12승 20패

| 경기일자         | 상대                       | 결과   | 내용                 | 대회                                  |
| ---------------- | -------------------------- | ------ | -------------------- | ------------------------------------- |
| 2010년 3월 27일  | 사스카 웨인폴터            | 승     | 1R 2분 3초 서브미션  | OR 10 - Obracun Ringu 10              |
| 2009년 10월 6일  | 라모우 티에리 소쿠주       | 패     | 1R 1분 31초 TKO      | 드림 11 - 페더급 그랑프리 파이널      |
| 2009년 6월 27일  | 바비 래쉴리                | 패     | 1R 3분 17초 서브미션 | FFI - Ultimate Chaos                  |
| 2009년 5월 26일  | 미노와 이쿠히사            | 패     | 1R 1분 15초 서브미션 | 드림 9 - 페더급 그랑프리 2회전        |
| 2008년 12월 31일 | 근육맨 타로                | 승     | 1R 5분 22초 KO       | K-1 Dynamite 2008                     |
| 2008년 2월 25일  | 얀 노르키아                | 패     | 1R 55초 KO           | Strikeforce - Strikeforce At the Dome |
| 2007년 12월 31일 | 보비 올로건                | 승     | 1R 4분 10초 KO       | K-1 다이너마이트 2007                 |
| 2005년 11월 5일  | 김종왕                     | 승     | 1R 8초 KO            | K-1 seoul Hero's                      |
| 2005년 7월 6일   | 알란 카라에프              | 승     | 1R 3분 44초 KO       | K-1 Hero's 2                          |
| 2005년 3월 26일  | 김민수 (격투기 선수)       | 승     | 1R 1분 12초 KO       | K-1 Hero's 1                          |
| 2004년 12월 31일 | 제롬 르 밴너               | 무승부 | 4R 판정              | K-1 다이너마이트 2004                 |
| 2004년 5월 22일  | 후지타 카즈유키            | 패     | 1R 2분 15초 KO       | K-1 MMA - Romanex                     |
| 2004년 3월 14일  | 수미야바자르 돌고르수렌    | 승     | 1R TKO               | K-1 - Beast 2004                      |
| 2003년 9월 21일  | 스테판 가밀린              | 승     | 1R 52초 길로틴 초크  | K-1 - Japan Grandprix 2003            |
| 2002년 12월 31일 | 타카야마 요시히로          | 승     | 1R 2분 16초 암바     | Inoki Bom-Ba-Ye 2002 - K-1 vs Inoki   |
| 2002년 8월 28일  | 안토니우 호드리구 노게이라 | 패     | 2R 4분 3초 암바      | Pride - Shockwave                     |
| 2002년 6월 23일  | 타무라 키요시              | 승     | 1R 11초 KO           | Pride 21 - Demolition                 |
| 2002년 4월 28일  | 야마모토 요시히사          | 승     | 1R 2분 44초 KO       | Pride 20 - Armed and Ready            |

### 입식 타격기 전적
- 31전 12승 19패

| 경기일자         | 상대              | 결과 | 내용             | 대회                              |
| ---------------- | ----------------- | ---- | ---------------- | --------------------------------- |
| 2007년 6월 23일  | 피터 아츠         | 패   | 1R 26초 KO       | K-1 월드 GP 2007 in amsterdam     |
| 2005년 12월 31일 | 모리 아키오       | 패   | 3R 판정          | K-1 다이너마이트 2005             |
| 2005년 9월 23일  | 최홍만            | 패   | 3R 판정          | K-1 월드 GP 2005 final 16         |
| 2005년 6월 14일  | 토미히라 타츠후미 | 승   | 3R 판정          | K-1 월드 GP 2005 in Hiroshima     |
| 2005년 6월 14일  | 호리 히라쿠       | 승   | 2R 1분 54초 KO   | K-1 월드 GP 2005 in Hiroshima     |
| 2005년 6월 14일  | 나카오 요시히로   | 승   | 3R 판정          | K-1 월드 GP 2005 in Hiroshima     |
| 2004년 6월 26일  | 레이 세포         | 패   | 2R 29초 KO       | K-1 월드 GP 2004 in Shizuoka      |
| 2004년 4월 30일  | 토미 그란빌       | 승   | 1R 33초 KO       | K-1 월드 GP 2004 in las vegas     |
| 2004년 3월 27일  | 세스 페토르젤리   | 승   | 1R 57초 KO       | K-1 월드 GP 2004 in Saitama       |
| 2003년 12월 31일 | 차드 로완         | 승   | 1R 2분 58초 KO   | K-1 다이너마이트 2003             |
| 2003년 10월 11일 | 레미 본야스키     | 패   | 2R 반칙실격      | K-1 월드 GP 2003 final 16         |
| 2003년 8월 15일  | 키모              | 승   | 2R 1분 11초 KO   | K-1 월드 GP 2003 in las vegas     |
| 2003년 3월 30일  | 미르코 필로포비치 | 패   | 1R 1분 26초 KO   | K-1 월드 GP 2003 in Saitama       |
| 2002년 12월 7일  | 어네스트 후스트   | 승   | 2R 2분 53초 KO   | K-1 월드 GP 2002 final            |
| 2002년 10월 5일  | 어네스트 후스트   | 승   | 1R 2분 52초 KO   | K-1 월드 GP 2002 final 16         |
| 2002년 9월 22일  | 시릴 아비디       | 승   | 1R 1분 17초 KO   | K-1 Japan GP 2002 final           |
| 2002년 6월 2일   | 나카사코 츠요시   | 패   | 1R 1분 30초 반칙 | K-1 Survivor 2002 후쿠야마 초상륙 |

## 프로레슬링 정보

### 프로레슬링 전적
- 9전 7승 2패

| 경기일자         | 상대                             | 결과 | 내용                        | 대회                                    |
| ---------------- | -------------------------------- | ---- | --------------------------- | --------------------------------------- |
| 2010년 12월 31일 | 스즈카와 신이치                  | 없음 | 밥 샙 측의 시합 거부        | K-1 다이너마이트 2010                   |
| 2009년 10월 26일 | 이왕표                           | 승   | 비스트 드롭킥               | Forever Hero 4th                        |
| 2008년 11월 12일 | 이왕표                           | 패   | 1R 1분 10초 암바            | Forever Hero 3rd                        |
| 2004년 3월 28일  | 사사키 켄스케                    | 승   | 몸 꺾기                     | 신 일본 프로레슬링                      |
| 2004년 2월 22일  | 쟈마르, 디 로 브라운             | 승   |                             | 전 일본 프로레슬링 2004 엑사이트 시리즈 |
| 2004년 1월 4일   | 쿄노 세이요, 아메야마 히로요시   | 승   |                             | 신 프로레슬링                           |
| 2003년 10월 13일 | 나카니시 마나부, 타나하시 코우지 | 승   | 링 아웃, 파워 홈 - 새우꺾기 | 신 일본 프로레슬링 얼티밋 크러쉬        |
| 2003년 1월 19일  | 어네스트 후스트                  | 패   | 5분 11초 새우 꺾기          | Wrestle - 1                             |
| 2002년 11월 17일 | 그레이트 무타                    | 승   | 6분 33초 다이빙 헤드벗      | Wrestle - 1                             |
| 2002년 10월 14일 | 나카니시 마나부                  | 승   | 6분 26초 링 아웃            | 신 일본 프로레슬링 더 스파이럴          |

## Professional wrestling highlights
- Finishing moves
  - Beast Bomb (Falling powerbomb, sometimes done three times in a row)
  - Beast Slam (Spinning rolling fireman's carry slam)
  - Beast Backbreaker (Argentine backbreaker rack)
  - Beast Back Drop (Bridging belly to back suplex)
  - Human Bullet Headbutt (Diving headbutt drop)
  - Muscle buster
- Signature movers
  - Avalanche Hold (Falling powerslam)
  - Body avalanche
  - Diving plancha
  - High-impact headbutt
  - Multiple kick variations
    - Big boot
    - Drop
    - Knee

  - Multiple turnbuckle thrusts
  - Rear naked choke
  - Release german suplex
  - Running lariat
  - Side suplex
  - Shoulder block
  - Spinning elbow drop
  - Throwing body slam

### 타이틀
- 2005년 K-1 JAPAN GP 우승
- WWA 헤비급 챔피언(현재)
- IWGP 헤비급 챔피원

## 방송 활동
예능
- 《NEPTUNEPRESENTS 일본열도 원기만점! 힘을 앞세워 Go~GoGo~!!》(후지TV)
- 《웃음의 금메달》（아사히TV)
- 《USO!?재팬》（TBS TV）게스트
- 《천재 테레비군 MAX》（NHK교육）코너 게스트
- Run for money 도주중
- 《개그콘서트》 (KBS) 특별 출연
- 《하땅사》 (MBC) 코너 게스트
- 《놀라운 대회 스타킹》 (SBS) 코너 게스트
- 《체험 삶의 현장》 (KBS)
- 《SNL 코리아 (시즌 6)》 (2015년, tvN)
- 《코미디 빅리그》 (2015년, tvN)

광고 모델
- 아이케이코 포레이션(바이크왕)
- UHA미각당
- 피자라(에비마요）
- 코카 콜라(조지아）
- 라이언(소프트&드라이）
- 롯데(모나왕）
- 파나소닉(마츠시타 전기산업)（DIGA）
- 슈퍼 월드
- KT

영화
- 쿵푸 프리즌